# Epidendrum longicaule
Epidendrum longicaule là một loài thực vật có hoa trong họ Lan. Loài này được (L.O.Williams) L.O.Williams mô tả khoa học đầu tiên năm 1964.